# Hochob
Hochob è un sito archeologico maya situato nello stato messicano del Campeche.

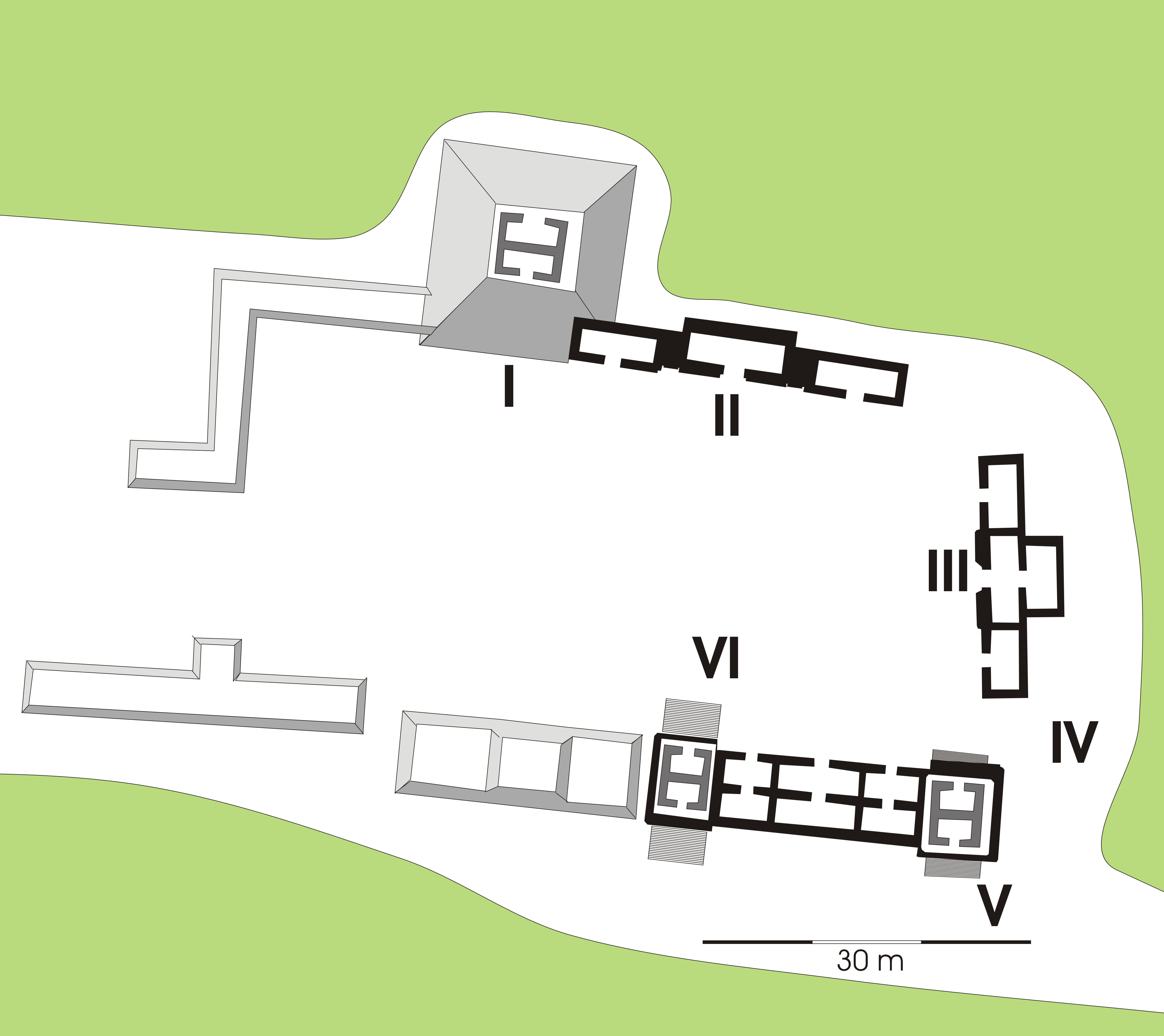
Pianta del sito

Nel 1888 Teobert Maler scoprì su un altipiano vicino alla città di Dzibalchén, nel Campeche, un gruppo di otto edifici. L'architettura del piccolo centro di Hochob è nello stile di Chenes, e, in virtù del suo ottimo stato di conservazione, è un esempio molto apprezzato in questo stile.
Tutti gli edifici risalgono probabilmente al tardo Classico, anche se l'occupazione di questo luogo, in posizione strategica, è documentabile dal pre-Classico antico fino al tardo periodo coloniale.

## Monumenti di interesse

### Palazzo dell'Est o Struttura I

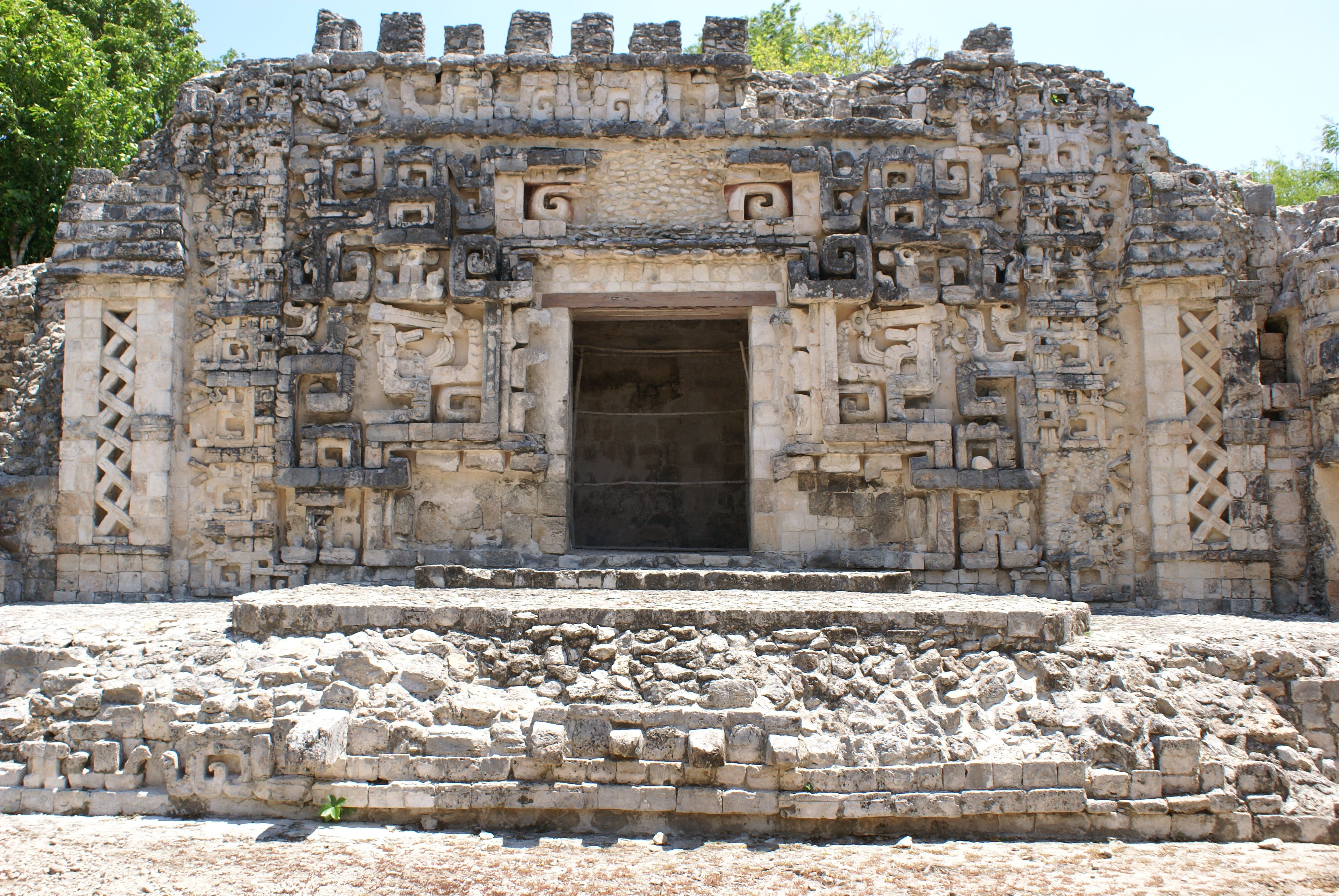
Struttura I

È costituito da tre camere per una lunghezza totale di 22m.

### Struttura III
È caratterizzato dalla presenza di torri coronate e con scale simulate, propri dello stile Río Bec.

### Struttura V e VI

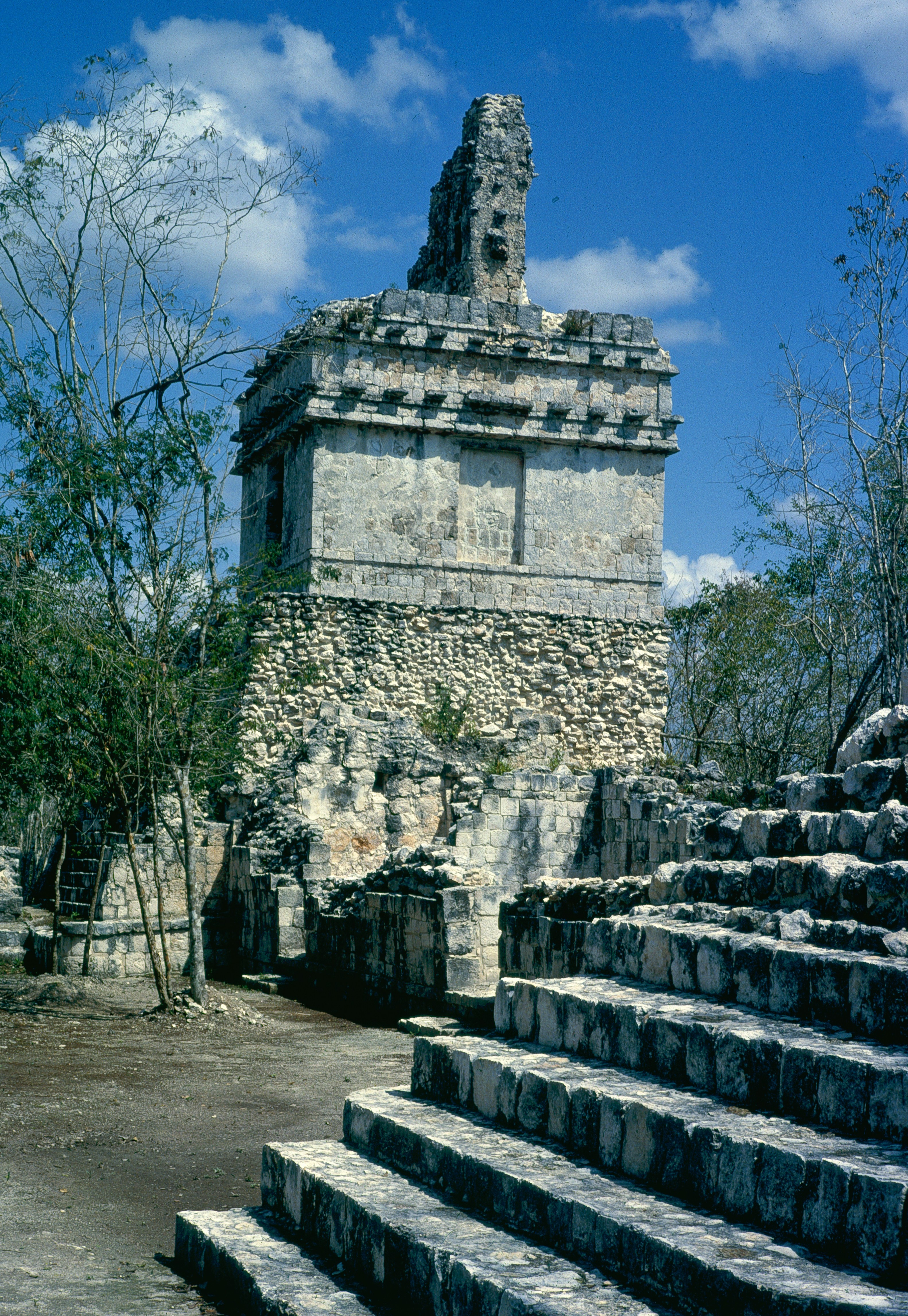
Struttura V